# ヒラヒラヒラク秘密ノ扉
「ヒラヒラヒラク秘密ノ扉」（ひらひらひらくひみつのとびら）は、チャットモンチーの7枚目のシングル。2008年2月27日発売。発売元はKi/oon Records。CDコードはKSCL-1150。

## 解説
映画『ガチ☆ボーイ』の主題歌。チャットモンチーが映画の主題歌を担当するのは「世界が終わる夜に」以来。作詞した高橋久美子は『ガチ☆ボーイ』の試写を鑑賞して感動したため、既に完成していた歌詞を作品に合わせたものに書き直している。
楽曲は2007年の年末に行われたライブで先行して披露されている。なお、テレビでは『ミュージックステーション』で初めて演奏され、その際に3人はテンポの速さや歌詞を一息で歌わなければいけないことなどから「自分たちで作ったにもかかわらず演奏が難しい曲」として表題曲を挙げている。また、橋本は「ライブで何度もやめてしまいたいと思った」と語っていた。
オリコンの売り上げランクはNEWS、EXILEなどの人気グループと発売日が重なったことや、清水翔太、青山テルマらがロングヒットを保っていた時期とも重なったためTOP10割れを喫しているが、推定売上数では自身のシングルとしてはこれまでの最高売上枚数を記録した。

## 収録曲
- 全作曲：橋本絵莉子

1. ヒラヒラヒラク秘密ノ扉
（作詞：高橋久美子）
映画『ガチ☆ボーイ』主題歌。
2. ドッペルゲンガー
（作詞：高橋久美子）
3. 意気地アリ
（作詞：福岡晃子）

## 収録アルバム
- 告白 (#1、Album Mix)
- 表情＜Coupling Collection＞ (#2,3)
- チャットモンチー BEST〜2005-2011〜 (#1)
- BEST MONCHY 1 -Listening- (#1)